# Listă de cursuri de apă din România - V

Rețeaua hidrografică a României

## V
| Numele râului          | Emisar                                        |
| Vaca                   |                                               |
| Vaca Mare              |                                               |
| Vaca Mică              |                                               |
| Vad                    |                                               |
| Vadăș                  | Pârâul Umbros                                 |
| Vadăș                  | Valea Crișului                                |
| Vadu                   | Hodoș                                         |
| Vadu                   | Olt                                           |
| Vaidei                 | Mureș                                         |
| Vaidei                 | Râul Alb                                      |
| Vaidnei                |                                               |
| Valal                  |                                               |
| Valăul Coziei          |                                               |
| Valcălița              |                                               |
| Valchid                |                                               |
| Vale                   |                                               |
| Valea                  | Bârsănești                                    |
| Valea                  | Niraj                                         |
| Valea Adâncă           | Balciu                                        |
| Valea Adâncă           | Canalul Dunăre-Marea Neagră - Ramura Năvodari |
| Valea Adâncă           | Doftana                                       |
| Valea Adâncă           | Greci                                         |
| Valea Adâncă           | Oltișor                                       |
| Valea Adâncă           | Sinești                                       |
| Valea Adâncă           | Valea Cheii                                   |
| Valea Adâncă           | Valea Plopilor                                |
| Valea Adâncă           | Vameș                                         |
| Valea Agrișului        |                                               |
| Valea Albă             | Abrud                                         |
| Valea Albă             | Barcău                                        |
| Valea Albă             | Cavnic                                        |
| Valea Albă             | Câlniștea                                     |
| Valea Albă             | Crișul Alb                                    |
| Valea Albă             | Moldova                                       |
| Valea Albă             | Prahova                                       |
| Valea Albă             | Rimetea                                       |
| Valea Albă             | Lechincioara                                  |
| Valea Albă             | Vărbilău                                      |
| Valea Albescului       |                                               |
| Valea Albinei          |                                               |
| Valea Alunului         |                                               |
| Valea Ancului          |                                               |
| Valea Andoliei         |                                               |
| Valea Anei             |                                               |
| Valea Andreiașului     |                                               |
| Valea Apei             |                                               |
| Valea Ardelenilor      |                                               |
| Valea Argintului       |                                               |
| Valea Arinilor         |                                               |
| Valea Arsă             |                                               |
| Valea Arșiței          | Rebra                                         |
| Valea Arșiței          | Dâmbovița                                     |
| Valea Arsurii          |                                               |
| Valea Ascunsă          |                                               |
| Valea Aurie            |                                               |
| Valea Aurului          | Homorod                                       |
| Valea Aurului          | Rosua                                         |
| Valea Babei            | Bădeni                                        |
| Valea Babei            | Bănița                                        |
| Valea Babei            | Gârbova                                       |
| Valea Babei            | Ialomicioara                                  |
| Valea Babei            | Prahova                                       |
| Valea Babei            | Sălăuța                                       |
| Valea Babei            | Șușița                                        |
| Valea Babei            | Vaser                                         |
| Valea Baciului         | Valea Mare                                    |
| Valea Baciului         | Moldova                                       |
| Valea Baciului         | Olt                                           |
| Valea Baciului         | Urluia                                        |
| Valea Bacului          |                                               |
| Valea Baiului          |                                               |
| Valea Banului          |                                               |
| Valea Barbului         | Dâmbovița                                     |
| Valea Barbului         | Valea Boaru                                   |
| Valea Băieșilor        |                                               |
| Valea Băii             |                                               |
| Valea Băilor           | Moneasa                                       |
| Valea Băilor           | Pârâul Muntelui                               |
| Valea Băilor           | Someșul Mare                                  |
| Valea Bâtcii           |                                               |
| Valea Bătrâna          | Râul Târgului                                 |
| Valea Bătrâna          | Buzău.                                        |
| Valea Bătrâna          | Tarcău                                        |
| Valea Beneșului        |                                               |
| Valea Benghii          |                                               |
| Valea Bisericii        | Belciugatele                                  |
| Valea Bisericii        | Cristur                                       |
| Valea Bisericii        | Suhurlui                                      |
| Valea Bisericii        | Șimon                                         |
| Valea Blaznei          |                                               |
| Valea Blăjenilor       |                                               |
| Valea Blidarului       |                                               |
| Valea Blondă           |                                               |
| Valea Boaru            |                                               |
| Valea Boii             |                                               |
| Valea Boiului          |                                               |
| Valea Bolânzii         |                                               |
| Valea Boncatei         |                                               |
| Valea Bonții           |                                               |
| Valea Borcutului       | Săsar                                         |
| Valea Bordului         |                                               |
| Valea Borii            |                                               |
| Valea Botei            |                                               |
| Valea Botei Mari       |                                               |
| Valea Boții            |                                               |
| Valea Boțului          |                                               |
| Valea Boului           | Arieșul Mic                                   |
| Valea Boului           | Berheci                                       |
| Valea Boului           | Buzău                                         |
| Valea Boului           | Crasna                                        |
| Valea Boului           | Galbena                                       |
| Valea Boului           | Homorod                                       |
| Valea Boului           | Horezu                                        |
| Valea Boului           | Jiul de Vest                                  |
| Valea Boului           | Novăț                                         |
| Valea Boului           | Olt                                           |
| Valea Boului           | Peștiș                                        |
| Valea Boului           | Podriga                                       |
| Valea Boului           | Siret                                         |
| Valea Boului           | Suceava                                       |
| Valea Boului           | Straja                                        |
| Valea Boului           | Toplița                                       |
| Valea Boului           | Vasilatu                                      |
| Valea Bozii            | Râul Mare                                     |
| Valea Bozii            | Runcu                                         |
| Valea Bozului          |                                               |
| Valea Bradului         | Jiul de Vest                                  |
| Valea Bradului         | Someș                                         |
| Valea Brazilor         |                                               |
| Valea Brădeștilor      |                                               |
| Valea Brădetului       | Raciu                                         |
| Valea Brădetului       | Vărbilău                                      |
| Valea Brebului         |                                               |
| Valea Briței           |                                               |
| Valea Brusturei        |                                               |
| Valea Brusturetului    |                                               |
| Valea Brusturilor      |                                               |
| Valea Bucurului        |                                               |
| Valea Bujorilor        |                                               |
| Valea Bulgăriilor      |                                               |
| Valea Bulzilor         |                                               |
| Valea Bulzurilor       |                                               |
| Valea Bunii            |                                               |
| Valea Buțiului         |                                               |
| Valea Cabanierului     |                                               |
| Valea Cailor           | Lotrioara                                     |
| Valea Cailor           | Cetea                                         |
| Valea Cailor           | Tărlung                                       |
| Valea Caldă            | Valea lui Manole                              |
| Valea Caldă            | Someșul Mic                                   |
| Valea Caldă Mare       |                                               |
| Valea Calului          | Bănești                                       |
| Valea Calului          | Fiad                                          |
| Valea Calului          | Iara                                          |
| Valea Calului          | Pogăniș                                       |
| Valea Calului          | Râul Târgului                                 |
| Valea Calului          | Timiș                                         |
| Valea Capelei          |                                               |
| Valea Caprei           | Lăpuș                                         |
| Valea Caprei           | Lotru                                         |
| Valea Caprelor         |                                               |
| Valea Carelor          | Iza                                           |
| Valea Carelor          | Someșul Mare                                  |
| Valea Carierei         | Nădrag                                        |
| Valea Carierei         | Timiș                                         |
| Valea Carpenilor       | Bega                                          |
| Valea Carpenilor       | Șpring                                        |
| Valea Casei            |                                               |
| Valea Caselor          | Arieș (Zona Câmpeni)                          |
| Valea Caselor          | Arieș (Zona Lupșa)                            |
| Valea Caselor          | Breboaia                                      |
| Valea Caselor          | Dâmbovița                                     |
| Valea Caselor          | Homorod                                       |
| Valea Caselor          | Iza                                           |
| Valea Caselor          | Lăpuș                                         |
| Valea Caselor          | Moldova                                       |
| Valea Caselor          | Olt                                           |
| Valea Caselor          | Someșul Mare (Zona Maieru)                    |
| Valea Caselor          | Someșul Mare (Zona Năsăud)                    |
| Valea Caselor          | Valchid                                       |
| Valea Caselor          | Viezurata                                     |
| Valea Castanului       |                                               |
| Valea Cazanului        |                                               |
| Valea Căcurelelor      |                                               |
| Valea Câinelui         |                                               |
| Valea Călenelor        |                                               |
| Valea Căldării         | Izvorul Dorului                               |
| Valea Căldării         | Sfârcașu                                      |
| Valea Căldărilor       |                                               |
| Valea Călimachi        |                                               |
| Valea Călineasa        |                                               |
| Valea Călugărească     |                                               |
| Valea Călugărului      |                                               |
| Valea Călușului        |                                               |
| Valea Câmpului         | Perișani                                      |
| Valea Câmpului         | Prahova                                       |
| Valea Cândii           |                                               |
| Valea Cânepii          |                                               |
| Valea Cânepiștilor     |                                               |
| Valea Căpățânelor      |                                               |
| Valea Căpitanului      |                                               |
| Valea Cărășița         |                                               |
| Valea Cărbunarului     |                                               |
| Valea Cărbunarilor     |                                               |
| Valea Cărbunelui       | Cerna                                         |
| Valea Cărbunelui       | Homorod                                       |
| Valea Cărbunii         |                                               |
| Valea Cârlanilor       |                                               |
| Valea Cărnii           |                                               |
| Valea Cârpătoare       |                                               |
| Valea Căstăilor        |                                               |
| Valea Cășăriei         | Prahova (malul stâng)                         |
| Valea Cășăriei         | Prahova (malul drept)\|-                      |
| Valea Cășii            |                                               |
| Valea cea Mare         | Bicaci                                        |
| Valea cea Mare         | Crișul Negru                                  |
| Valea cea Mică         |                                               |
| Valea Celții           |                                               |
| Valea Cepelor          |                                               |
| Valea Cerbului         | Crăciunu                                      |
| Valea Cerbului         | Firiza                                        |
| Valea Cerbului         | Lotrioara                                     |
| Valea Cerbului         | Prahova                                       |
| Valea Cerbului         | Sălăuța                                       |
| Valea Cerbului         | Valea Poienii                                 |
| Valea Cerii            |                                               |
| Valea Cetății          | Avrig                                         |
| Valea Cetății          | Canalul Timiș                                 |
| Valea Cetății          | Dezna                                         |
| Valea Cetății          | Ghimbășel                                     |
| Valea Cetății          | Olt                                           |
| Valea Cetății          | Seini                                         |
| Valea Cetății          | Sibiel                                        |
| Valea Cetății          | Valea Seacă                                   |
| Valea Cetățuiei        |                                               |
| Valea Cheii            | Râul Dâmbovița (Zona Bădeni)                  |
| Valea Cheii            | Dâmbovița (Zona Podu Dâmboviței)              |
| Valea Cheii            | Gemenea                                       |
| Valea Cheii            | Geoagiu                                       |
| Valea Cheii            | Mara                                          |
| Valea Cheii            | Pârâul Mic                                    |
| Valea Cheii            | Râul Mare                                     |
| Valea Cheișoarei       |                                               |
| Valea Chichizii        |                                               |
| Valea Chiliilor        |                                               |
| Valea Ciolpanilor      |                                               |
| Valea Cioncașele       |                                               |
| Valea Ciorii           |                                               |
| Valea Cireșului        | Canalul Colector Criș                         |
| Valea Cireșului        | Colbu                                         |
| Valea Cireșului        | Lozna                                         |
| Valea Cireșului        | Ploștina                                      |
| Valea Cișmelei         |                                               |
| Valea Ciubotei         |                                               |
| Valea Ciungului        |                                               |
| Valea Ciurenilor       |                                               |
| Valea Coacăzei         |                                               |
| Valea Cocinilor        |                                               |
| Valea Codrului         |                                               |
| Valea Cohului          |                                               |
| Valea Colbului         |                                               |
| Valea Colților         |                                               |
| Valea Comenzii         | Râul Mic                                      |
| Valea Comenzii         | Sădurel                                       |
| Valea Comisului        |                                               |
| Valea Comorilor        | Fâneața Mare                                  |
| Valea Comorilor        | Părău                                         |
| Valea Comorilor        | Urlătoarea Mică                               |
| Valea Comorilor        | Valea Cerbului                                |
| Valea Copilului        | Topa                                          |
| Valea Copilului        | Valea cu Apă                                  |
| Valea Corbului         |                                               |
| Valea Cornetului       |                                               |
| Valea Coșegii          |                                               |
| Valea Coștilei         |                                               |
| Valea Covătarului      |                                               |
| Valea Craiului         |                                               |
| Valea Crăpăturii       |                                               |
| Valea Cristurului      |                                               |
| Valea Crișului         | Olt                                           |
| Valea Crișului         | Săsar                                         |
| Valea Crișului         | Valea Neagră                                  |
| Valea Crovului         |                                               |
| Valea cu Afine         |                                               |
| Valea cu Apă           | Ciorani                                       |
| Valea cu Apă           | Măgura                                        |
| Valea cu Apă           | Răcădău                                       |
| Valea cu Apă           | Scheiu                                        |
| Valea cu Apă           | Valea lui Ivan                                |
| Valea cu Apă           | Valea Brusturetului                           |
| Valea cu Arini         |                                               |
| Valea cu Brazi         |                                               |
| Valea cu Cale          | Aleu                                          |
| Valea cu Cale          | Sbârcioara                                    |
| Valea cu Cireși        |                                               |
| Valea cu Fagi          |                                               |
| Valea cu Genune        |                                               |
| Valea cu Mure          |                                               |
| Valea cu Noroi         |                                               |
| Valea cu Nuci          |                                               |
| Valea cu Pești         |                                               |
| Valea cu Pietriș       |                                               |
| Valea cu Pruni         |                                               |
| Valea Cucii            |                                               |
| Valea Cuciului         |                                               |
| Valea Cucului          |                                               |
| Valea Curciului        |                                               |
| Valea Curii            |                                               |
| Valea Curmăturii       |                                               |
| Valea Curpenei         |                                               |
| Valea Curugii          |                                               |
| Valea Custurii         |                                               |
| Valea Cutiilor         |                                               |
| Valea Cuțitelor        |                                               |
| Valea Danului          | Argeș                                         |
| Valea Danului          | Uria                                          |
| Valea Dâljii           |                                               |
| Valea de Brazi         |                                               |
| Valea de Izvoare       |                                               |
| Valea de Munte         |                                               |
| Valea de Pești         |                                               |
| Valea de Pietre        |                                               |
| Valea de Rugi          |                                               |
| Valea de sub Masa Mare |                                               |
| Valea de sub Portița   |                                               |
| Valea Dejanilor        |                                               |
| Valea din Mijloc       |                                               |
| Valea din Pustă        |                                               |
| Valea Doamnei          |                                               |
| Valea Doamnelor        |                                               |
| Valea Dobricei         |                                               |
| Valea Doicii           |                                               |
| Valea Dolii            |                                               |
| Valea Domnilor         |                                               |
| Valea Dosului          | Beregsău                                      |
| Valea Dosului          | Mureș                                         |
| Valea Dosului          | Perișani                                      |
| Valea Dosului          | Valea Muții                                   |
| Valea Dracilor         | Izvorul Dorului                               |
| Valea Dracului         | Șcheiu                                        |
| Valea Dracului         | Mușatul                                       |
| Valea Dracului         | Olteț                                         |
| Valea Dracului         | Prahova                                       |
| Valea Dracului         | Târnava                                       |
| Valea Dracului         | Timiș                                         |
| Valea Dracului         | Valea Castanului                              |
| Valea Dracului         | Văleni                                        |
| Valea Dragă            |                                               |
| Valea Drăgoieștilor    |                                               |
| Valea Dragoslăvenilor  |                                               |
| Valea Drăgușei         |                                               |
| Valea Dreaptă          |                                               |
| Valea Drugilor         |                                               |
| Valea Drugului         |                                               |
| Valea Dulgherului      |                                               |
| Valea Dușilor          |                                               |
| Valea Fabricii         |                                               |
| Valea Fagilor          |                                               |
| Valea Făgetului        | Inzel                                         |
| Valea Făgetului        | Misir                                         |
| Valea Făgetului        | Strei                                         |
| Valea Făgețelului      |                                               |
| Valea Făgeților        |                                               |
| Valea Fânațelor        | Maja                                          |
| Valea Fânațelor        | Mureș                                         |
| Valea Fânațelor        | Someșul Mic                                   |
| Valea Fânețelor        | Barcău                                        |
| Valea Fânețelor        | Gârbova                                       |
| Valea Fântânelor       |                                               |
| Valea Fântânilor       |                                               |
| Valea Fântânii         | Valea Cornetului                              |
| Valea Fântânii         | Sălăuța                                       |
| Valea Fericelor        |                                               |
| Valea Ferigii          |                                               |
| Valea Fermelor         |                                               |
| Valea Fetei            |                                               |
| Valea Fetii            | Borod                                         |
| Valea Fetii            | Jiu                                           |
| Valea Feței Mici       |                                               |
| Valea Feții            |                                               |
| Valea Fiașului         |                                               |
| Valea Fierului         |                                               |
| Valea Fildului         |                                               |
| Valea Firdaleșului     |                                               |
| Valea Firii            |                                               |
| Valea Florii           |                                               |
| Valea Floriilor        |                                               |
| Valea Florilor         |                                               |
| Valea Florușului       |                                               |
| Valea Frapținilor      |                                               |
| Valea Fratelui         |                                               |
| Valea Frumoasă         | Borumlaca                                     |
| Valea Frumoasă         | Cireșu                                        |
| Valea Fundurilor       |                                               |
| Valea Furcilor         |                                               |
| Valea Furciturilor     |                                               |
| Valea Furneciului      |                                               |
| Valea Galbenă          |                                               |
| Valea Gangului         |                                               |
| Valea Gardului         |                                               |
| Valea Găinii           |                                               |
| Valea Gălbenele        |                                               |
| Valea Gâlmei           |                                               |
| Valea Gârbelor         |                                               |
| Valea Găuriciu         |                                               |
| Valea Găurii           |                                               |
| Valea Ghinzii          |                                               |
| Valea Ghinișului       |                                               |
| Valea Glăjăriei        | Gurghiu                                       |
| Valea Glăjăriei        | Pârâul Mare                                   |
| Valea Glodului         | Valea Chiliilor                               |
| Valea Glodului         | Mara                                          |
| Valea Glodului         | Someșul Mare                                  |
| Valea Glonțului        |                                               |
| Valea Goblii           |                                               |
| Valea Gojii            |                                               |
| Valea Golomos          |                                               |
| Valea Gordon           |                                               |
| Valea Gorganului       |                                               |
| Valea Grajului         |                                               |
| Valea Grădinilor       |                                               |
| Valea Grecilor         |                                               |
| Valea Grecului         | Dâmbovița                                     |
| Valea Grecului         | Jidoștița                                     |
| Valea Grecului         | Prahova                                       |
| Valea Greșurilor       |                                               |
| Valea Grohotișului     |                                               |

| Numele râului        | Emisar                                       |
| Valea Gropii         |                                              |
| Valea Gropilor       | Aiud                                         |
| Valea Gropilor       | Iza                                          |
| Valea Groșilor       | Molivișu                                     |
| Valea Groșilor       | Sadu                                         |
| Valea Groșilor       | Someș                                        |
| Valea Gruiului       | Bădeni                                       |
| Valea Gruiului       | Dâmbovița                                    |
| Valea Gutâiului      |                                              |
| Valea Hancii         |                                              |
| Valea Hoitului       |                                              |
| Valea Hotarelor      |                                              |
| Valea Hotarului      | Bădeni                                       |
| Valea Hotarului      | Dâmbovița                                    |
| Valea Hotarului      | Talna                                        |
| Valea Hotarului      | Tisa                                         |
| Valea Hotarului      | Valea Joaderului                             |
| Valea Hotarului      | Vișeu                                        |
| Valea Hoților        |                                              |
| Valea Hranei         |                                              |
| Valea Hrăii          |                                              |
| Valea Hreanului      |                                              |
| Valea Huții          |                                              |
| Valea Iadului        | Valea Mare                                   |
| Valea Iadului        | Leuca                                        |
| Valea Iancului       |                                              |
| Valea Iarului        |                                              |
| Valea Iașului        |                                              |
| Valea Iazului        |                                              |
| Valea Iazurilor      |                                              |
| Valea Iepei          | Finiș                                        |
| Valea Iepei          | Gilort                                       |
| Valea Iepei          | Tisa                                         |
| Valea Iermarului     |                                              |
| Valea Iezerului      |                                              |
| Valea Iniștei        |                                              |
| Valea Iudei          |                                              |
| Valea Iugii          |                                              |
| Valea Ivășcanilor    |                                              |
| Valea Izbucului      | Bătrâna                                      |
| Valea Izbucului      | Crișul Negru                                 |
| Valea Izvorului      | Iada                                         |
| Valea Izvorului      | Lotru                                        |
| Valea Izvorului      | Someșul Mare                                 |
| Valea Izvorului      | Șteaza                                       |
| Valea Îngustă        | Șușița                                       |
| Valea Îngustă        | Valea Roșie                                  |
| Valea Îndărăt        |                                              |
| Valea între Fânețe   |                                              |
| Valea Întunecoasă    | Trotuș                                       |
| Valea Întunecoasă    | Valea Roșie                                  |
| Valea Janului        |                                              |
| Valea Jelealului     |                                              |
| Valea Jepilor        |                                              |
| Valea Jghiabului     |                                              |
| Valea Jingulești     |                                              |
| Valea Joaderului     |                                              |
| Valea Jocii          |                                              |
| Valea Jugii          |                                              |
| Valea Jurii          |                                              |
| Valea la Nuci        |                                              |
| Valea La Stână       |                                              |
| Valea la Șipot       |                                              |
| Valea Lacul Roșia    |                                              |
| Valea Lacului        | Barcău                                       |
| Valea Lacului        | Goești                                       |
| Valea Lacului        | Lotru                                        |
| Valea Lacului        | Măgheruș                                     |
| Valea Lacului        | Moieciul Cald                                |
| Valea Lacului        | Moieciul Rece                                |
| Valea Lacului        | Toplicioara cu Apă                           |
| Valea Lacului Roșu   |                                              |
| Valea Laptelui       | Crișul Alb                                   |
| Valea Laptelui       | Sebeș                                        |
| Valea Largă          | Arieș                                        |
| Valea Largă          | Bâsca Roziliei                               |
| Valea Largă          | Buzău                                        |
| Valea Largă          | Dâmbovița (Zona Pucheni).                    |
| Valea Largă          | Dâmbovița (Zona Sătic).                      |
| Valea Largă          | Iza                                          |
| Valea Largă          | Olt                                          |
| Valea Largă          | Orăștie                                      |
| Valea Largă          | Pecineaga                                    |
| Valea Largă          | Prahova                                      |
| Valea Largă          | Râul Târgului                                |
| Valea Largă          | Secaș                                        |
| Valea Largă          | Vasilatu                                     |
| Valea Lată           | Valea Largă                                  |
| Valea Lată           | Vulcănița                                    |
| Valea Lazului        | Chiuzbaia                                    |
| Valea Lazului        | Crișul Pietros                               |
| Valea Lazului        | Mara                                         |
| Valea Lăpugilor      |                                              |
| Valea Lătoacei       |                                              |
| Valea Lăzarului      |                                              |
| Valea Legii          |                                              |
| Valea Lei            |                                              |
| Valea Leleiului      |                                              |
| Valea Lespezilor     |                                              |
| Valea Leșului        |                                              |
| Valea Leucii         |                                              |
| Valea Limpede        | Băița                                        |
| Valea Limpede        | Săsar                                        |
| Valea Livezii        |                                              |
| Valea Livezilor      |                                              |
| Valea Locei          |                                              |
| Valea lui Adrian     |                                              |
| Valea lui Andraș     |                                              |
| Valea lui Anti       |                                              |
| Valea lui Anton      |                                              |
| Valea lui Aron       | Dâmbovița (în apropiere de Muntele Comisu).  |
| Valea lui Aron       | Dâmbovița (în apropiere de Muntele Dracsin). |
| Valea lui Bădescu    |                                              |
| Valea lui Băl        |                                              |
| Valea lui Băj        |                                              |
| Valea lui Bibaț      |                                              |
| Valea lui Bogdan     |                                              |
| Valea lui Brad       |                                              |
| Valea lui Bran       |                                              |
| Valea lui Brusture   |                                              |
| Valea lui Carp       |                                              |
| Valea lui Câine      |                                              |
| Valea lui Coman      |                                              |
| Valea lui Dan        | Geamărtălui                                  |
| Valea lui Dan        | Someșul Mare                                 |
| Valea lui Dan        | Ungureni                                     |
| Valea lui Dăniș      |                                              |
| Valea lui Dobre      |                                              |
| Valea lui Fătu       |                                              |
| Valea lui Foale      |                                              |
| Valea lui Francisc   |                                              |
| Valea lui Geantă     |                                              |
| Valea lui Gheorghiță |                                              |
| Valea lui Hurjui     |                                              |
| Valea lui Iacob      |                                              |
| Valea lui Ilie       |                                              |
| Valea lui Ion        | Dragova                                      |
| Valea lui Ion        | Ohaba                                        |
| Valea lui Ion        | Râul Câinelui                                |
| Valea lui Ionel      |                                              |
| Valea lui Ivan       | Dâmbovița                                    |
| Valea lui Ivan       | Sadu                                         |
| Valea lui Lalu       |                                              |
| Valea lui Lambă      |                                              |
| Valea lui Liman      |                                              |
| Valea lui Loghin     |                                              |
| Valea lui Manole     |                                              |
| Valea lui Marco      |                                              |
| Valea lui Mareș      |                                              |
| Valea lui Mihai      | Râul Izvorul Lung                            |
| Valea lui Mihai      | Leorda                                       |
| Valea lui Mihai      | Mânăileasa                                   |
| Valea lui Mihai      | Rachiș                                       |
| Valea lui Moise      |                                              |
| Valea lui Moiș       |                                              |
| Valea lui Nailat     |                                              |
| Valea lui Nan        |                                              |
| Valea lui Odobescu   |                                              |
| Valea lui Peti       |                                              |
| Valea lui Petru      |                                              |
| Valea lui Roman      | Râul Doamnei                                 |
| Valea lui Roman      | Sadu                                         |
| Valea lui Saleu      |                                              |
| Valea lui Sânpătru   |                                              |
| Valea lui Sănui      |                                              |
| Valea lui Sărăcilă   |                                              |
| Valea lui Stan       | Argeș                                        |
| Valea lui Stan       | Lotru                                        |
| Valea lui Stan       | Telcișor                                     |
| Valea lui Stanciu    |                                              |
| Valea lui Stere      |                                              |
| Valea lui Stinghie   |                                              |
| Valea lui Șmit       |                                              |
| Valea lui Ștefănică  |                                              |
| Valea lui Tămâie     |                                              |
| Valea lui Tucă       |                                              |
| Valea lui Vasile     |                                              |
| Valea lui Vlad       |                                              |
| Valea lui Voicu      |                                              |
| Valea Luncii         | Beiușele                                     |
| Valea Luncii         | Dămbovița                                    |
| Valea Luncii         | Valea Seacă                                  |
| Valea Luncilor       |                                              |
| Valea Lungă          | Arieșul Mic                                  |
| Valea Lungă          | Bistrița                                     |
| Valea Lungă          | Casimcea                                     |
| Valea Lungă          | Chirița                                      |
| Valea Lungă          | Ciclova                                      |
| Valea Lungă          | Durbav                                       |
| Valea Lungă          | Gărcin                                       |
| Valea Lungă          | Lunca                                        |
| Valea Lungă          | Luncoiu                                      |
| Valea Lungă          | Moneasa                                      |
| Valea Lungă          | Olt (Județul Vâlcea).                        |
| Valea Lungă          | Olt (Județul Brașov).                        |
| Valea Lungă          | Părău                                        |
| Valea Lungă          | Răcăciuni                                    |
| Valea Lungă          | Rosua                                        |
| Valea Lungă          | Roșia                                        |
| Valea Lungă          | Săcămaș                                      |
| Valea Lungă          | Șimișna                                      |
| Valea Lungă          | Telcișor                                     |
| Valea Lungă          | Târnava Mare                                 |
| Valea Lungă          | Timiș                                        |
| Valea Lungă          | Turcu                                        |
| Valea Lungă          | Valea cu Cale                                |
| Valea Lungă          | Valea Neagră                                 |
| Valea Lungă          | Valea Poienii                                |
| Valea Lungă          | Valea Roșie                                  |
| Valea Lungă Mare     |                                              |
| Valea Lungă Mică     |                                              |
| Valea Lungii         |                                              |
| Valea Luntrei        |                                              |
| Valea Lupilor        |                                              |
| Valea Lupului        | Aiud                                         |
| Valea Lupului        | Argeș                                        |
| Valea Lupului        | Bahlui                                       |
| Valea Lupului        | Berheci                                      |
| Valea Lupului        | Bistra                                       |
| Valea Lupului        | Bozani                                       |
| Valea Lupului        | Cibin                                        |
| Valea Lupului        | Fântânele                                    |
| Valea Lupului        | Holbav                                       |
| Valea Lupului        | Iada (Lacul Leșu)                            |
| Valea Lupului        | Iada (Zona Munteni)                          |
| Valea Lupului        | Izvorul Dorului                              |
| Valea Lupului        | Negri                                        |
| Valea Lupului        | Racovița                                     |
| Valea Lupului        | Râușorul                                     |
| Valea Lupului        | Strei                                        |
| Valea Lupului        | Sulța                                        |
| Valea Luschii        |                                              |
| Valea Lutului        |                                              |
| Valea Maliței        |                                              |
| Valea Malului        |                                              |
| Valea Manolache      |                                              |
| Valea Maraeților     |                                              |
| Valea Mare           | Aita                                         |
| Valea Mare           | Aiud                                         |
| Valea Mare           | Aleu                                         |
| Valea Mare           | Almaș (Bazinul Crișul Alb).                  |
| Valea Mare           | Almaș (Bazinul Mureș).                       |
| Valea Mare           | Almaș (Bazinul Someș)                        |
| Valea Mare           | Apa Mare                                     |
| Valea Mare           | Apa Roșie                                    |
| Valea Mare           | Bahlui                                       |
| Valea Mare           | Barcău                                       |
| Valea Mare           | Bârzava                                      |
| Valea Mare           | Bega Poieni                                  |
| Valea Mare           | Bistra                                       |
| Valea Mare           | Bistra Mărului                               |
| Valea Mare           | Bistrișoara                                  |
| Valea Mare           | Bolovan                                      |
| Valea Mare           | Bradu                                        |
| Valea Mare           | Bratia                                       |
| Valea Mare           | Buzău                                        |
| Valea Mare           | Călata                                       |
| Valea Mare           | Căpuș                                        |
| Valea Mare           | Cătăuți                                      |
| Valea Mare           | Cerna (Bazinul Olt).                         |
| Valea Mare           | Cerna (Zona Băile Herculane)                 |
| Valea Mare           | Cerna (Zona Topleț)                          |
| Valea Mare           | Cibin                                        |
| Valea Mare           | Cioiana                                      |
| Valea Mare           | Cladova                                      |
| Valea Mare           | Craiova                                      |
| Valea Mare           | Covasna                                      |
| Valea Mare           | Crișul Alb                                   |
| Valea Mare           | Crișul Negru                                 |
| Valea Mare           | Crișul Pietros                               |
| Valea Mare           | Crișul Repede                                |
| Valea Mare           | Cusuiuș                                      |
| Valea Mare           | Drauț                                        |
| Valea Mare           | Dunărea (Zona Moldova Nouă)                  |
| Valea Mare           | Dunărea (Județul Constanța)                  |
| Valea Mare           | Gârliște                                     |
| Valea Mare           | Hodiș                                        |
| Valea Mare           | Homorod                                      |
| Valea Mare           | Horezu                                       |
| Valea Mare           | Iaz                                          |
| Valea Mare           | Lechința                                     |
| Valea Mare           | Luncoiu                                      |
| Valea Mare           | Mara                                         |
| Valea Mare           | Măgura                                       |
| Valea Mare           | Moldova                                      |
| Valea Mare           | Motru                                        |
| Valea Mare           | Muncelu                                      |
| Valea Mare           | Mureș                                        |
| Valea Mare           | Nadăș                                        |
| Valea Mare           | Nera                                         |
| Valea Mare           | Netezi                                       |
| Valea Mare           | Olt (Zona Malnaș).                           |
| Valea Mare           | Olt (Zona Dopca).                            |
| Valea Mare           | Olt (Zona Drăgoești).                        |
| Valea Mare           | Olt (Zona Sâncrăieni).                       |
| Valea Mare           | Padeș                                        |
| Valea Mare           | Pârâul Morii                                 |
| Valea Mare           | Pogăniș                                      |
| Valea Mare           | Râul Doamnei                                 |
| Valea Mare           | Râul Mare                                    |
| Valea Mare           | Râul Negru                                   |
| Valea Mare           | Râul Roșu                                    |
| Valea Mare           | Rohia                                        |
| Valea Mare           | Sâmbotin                                     |
| Valea Mare           | Sânteasca                                    |
| Valea Mare           | Sebeș                                        |
| Valea Mare           | Siret (zona Hănțești                         |
| Valea Mare           | Sirețel                                      |
| Valea Mare           | Someș                                        |
| Valea Mare           | Someșul Mare (Zona Valea Mare)               |
| Valea Mare           | Someșul Mare (Zona Reteag)                   |
| Valea Mare           | Strei (Zona Balomir)                         |
| Valea Mare           | Strei (în apropiere de Muntele Titianu)      |
| Valea Mare           | Suhurlui                                     |
| Valea Mare           | Șercaia                                      |
| Valea Mare           | Șușița                                       |
| Valea Mare           | Târnava Mare                                 |
| Valea Mare           | Târnava Mică                                 |
| Valea Mare           | Teleajen                                     |
| Valea Mare           | Timiș (Zona Poiana).                         |
| Valea Mare           | Timiș (Zona Caransebeș).                     |
| Valea Mare           | Topa                                         |
| Valea Mare           | Țebea                                        |
| Valea Mare           | Urlățelu                                     |
| Valea Mare           | Valea Nimăieștilor                           |
| Valea Marei          |                                              |
| Valea Măgarului      |                                              |
| Valea Măgurii        | Dâmbovița                                    |
| Valea Măgurii        | Valea lui Vasile                             |
| Valea Măguricii      |                                              |
| Valea Mânăstirii     | Geoagiu                                      |
| Valea Mânăstirii     | Simișna                                      |
| Valea Mărăcinilor    |                                              |
| Valea Măriii         |                                              |
| Valea Mărului        | Cenușa                                       |
| Valea Mărului        | Gerului                                      |
| Valea Mărului        | Olt                                          |
| Valea Mărului        | Prahova (Zona Azuga)                         |
| Valea Mărului        | Prahova, (Zona Sinaia)                       |
| Valea Mărului        | Rusca                                        |
| Valea Mărului        | Someșul Mic                                  |
| Valea Măturarului    |                                              |
| Valea Merelor        | Mag                                          |
| Valea Merelor        | Pârâul Mic                                   |
| Valea Merchiului     |                                              |
| Valea Merilor        | Olt                                          |
| Valea Merilor        | Valea Salciei                                |
| Valea Mesteacănului  |                                              |
| Valea Mestecănișului |                                              |
| Valea Mică           | Aita                                         |
| Valea Mică           | Ampoi                                        |
| Valea Mică           | Anineș                                       |
| Valea Mică           | Birtin                                       |
| Valea Mică           | Valea Mare (Bazinul Cibin).                  |
| Valea Mică           | Ciupari                                      |
| Valea Mică           | Dipșa                                        |
| Valea Mică           | Mărtinia                                     |
| Valea Mică           | Râul Roșu                                    |
| Valea Mică           | Valea Mare (Bazinul Strei).                  |
| Valea Mică           | Valea Mare (Bazinul Târnava Mică).           |
| Valea Micăului       |                                              |
| Valea Mielului       |                                              |
| Valea Mierezului     |                                              |
| Valea Mierlei        |                                              |
| Valea Mierlelor      |                                              |
| Valea Mineii         |                                              |
| Valea Mirelui        |                                              |
| Valea Miții          |                                              |
| Valea Mlăcii         | Râușor                                       |
| Valea Mlăcii         | Săpânța                                      |
| Valea Moașei         |                                              |
| Valea Moldovanului   |                                              |
| Valea Monteorului    |                                              |
| Valea Morarului      |                                              |
| Valea Morii          | Crișul Repede                                |
| Valea Morii          | Gârbăul Mare                                 |
| Valea Morii          | Iza                                          |
| Valea Morii          | Luncani                                      |
| Valea Morii          | Pârâul de Câmpie                             |
| Valea Morii          | Pleșcuța                                     |
| Valea Morii          | Rușchița                                     |
| Valea Morii          | Sălăuță                                      |
| Valea Morii          | Săsar                                        |
| Valea Morii          | Șișești                                      |
| Valea Morii          | Tarna Mare                                   |
| Valea Morii          | Timiș                                        |
| Valea Morii          | Valea Aurului                                |
| Valea Morii          | Valea Lungă                                  |
| Valea Morii          | Vișeu                                        |
| Valea Morilor        | Arieș, (Zona Lupșa                           |
| Valea Morilor        | Arieș, (Zona Sălciua)                        |
| Valea Morilor        | Siret                                        |
| Valea Morilor        | Valea Neagră                                 |
| Valea Movilișului    |                                              |
| Valea Muierii        | Pârâul Negru                                 |
| Valea Muierii        | Valea Brusturetului                          |
| Valea Muierii        | Padina Dâncioarei                            |
| Valea Muntelui       | Bistrița                                     |
| Valea Muntelui       | Iza                                          |
| Valea Muntelui       | Olt                                          |
| Valea Muntelui       | Sibișel                                      |
| Valea Mușuroiului    |                                              |
| Valea Muții          |                                              |
| Valea Neagră         | Brătei                                       |
| Valea Neagră         | Buzău                                        |
| Valea Neagră         | Câlniștea                                    |
| Valea Neagră         | Cheia                                        |
| Valea Neagră         | Clăbuceasa                                   |
| Valea Neagră         | Crasna                                       |

| Numele râului              | Emisar                                      |
| Valea Neagră               | Crișul Negru                                |
| Valea Neagră               | Crișul Repede                               |
| Valea Neagră               | Dobârlău                                    |
| Valea Neagră               | Doftana                                     |
| Valea Neagră               | Firiza                                      |
| Valea Neagră               | Gepiu                                       |
| Valea Neagră               | Lotrioara                                   |
| Valea Neagră               | Milcov                                      |
| Valea Neagră               | Năruja                                      |
| Valea Neagră               | Negrișoara                                  |
| Valea Neagră               | Olt (Lacul Arpașu)                          |
| Valea Neagră               | Olt, (Zona Prejmer)                         |
| Valea Neagră               | Repedea                                     |
| Valea Neagră               | Santău                                      |
| Valea Neagră               | Siret                                       |
| Valea Neagră               | Teleajen                                    |
| Valea Neagră               | Valea Boaru                                 |
| Valea Neagră               | Vișeu                                       |
| Valea Neamțului            |                                             |
| Valea Negrii               | Lacuri                                      |
| Valea Negrii               | Neportoc                                    |
| Valea Negrului             |                                             |
| Valea Negurii              |                                             |
| Valea Nemțoaicelor         |                                             |
| Valea Neseată              |                                             |
| Valea Nimăieștilor         |                                             |
| Valea Nimătului            |                                             |
| Valea Nisipului            |                                             |
| Valea Nițoiu               |                                             |
| Valea Noaghiei             |                                             |
| Valea Nouă                 | Crișul Negru                                |
| Valea Nouă                 | Teuz                                        |
| Valea Nucului              |                                             |
| Valea Obădarului           |                                             |
| Valea Obârșiei             |                                             |
| Valea Obielei              |                                             |
| Valea Oilor                | Bahluieț                                    |
| Valea Oilor                | Larga Mare                                  |
| Valea Oiței                |                                             |
| Valea Olanelor             |                                             |
| Valea Omeagului            |                                             |
| Valea Orății               | Prahova                                     |
| Valea Orății               | Teleajen                                    |
| Valea Orățiilor            |                                             |
| Valea Orlei                |                                             |
| Valea Oștenei              |                                             |
| Valea Oțețelei             |                                             |
| Valea Padeșului            |                                             |
| Valea Padișului            |                                             |
| Valea Paltinului           |                                             |
| Valea Papii                |                                             |
| Valea Pascului             |                                             |
| Valea Păișului             |                                             |
| Valea Pâraielor            |                                             |
| Valea Părului              | Siret                                       |
| Valea Părului              | Olt                                         |
| Valea Pârvului             |                                             |
| Valea Păstăilor            |                                             |
| Valea Păstrăvăriei         |                                             |
| Valea Păzăciunii           |                                             |
| Valea Pereților            |                                             |
| Valea Peșterii             | Cârpeștii Mici                              |
| Valea Peșterii             | Valea Brusturetului                         |
| Valea Peștilor             | Valea Neagră                                |
| Valea Peștilor             | Vaser                                       |
| Valea Petrei               |                                             |
| Valea Petrii               |                                             |
| Valea Piatra Lupilor       |                                             |
| Valea Pichetului           |                                             |
| Valea Picurelei            |                                             |
| Valea Pietrarului          |                                             |
| Valea Pietrei              | Acriș                                       |
| Valea Pietrei              | Bloaja                                      |
| Valea Pietrei              | Holod                                       |
| Valea Pietrei              | Lotru                                       |
| Valea Pietrei              | Toplița                                     |
| Valea Pietrei              | Vărbilău                                    |
| Valea Pietrei Albe         |                                             |
| Valea Pietrei Mari         |                                             |
| Valea Pietrei Mici         |                                             |
| Valea Pietrei Negre        |                                             |
| Valea Pietrelor            | Birtin                                      |
| Valea Pietrelor            | Oanța                                       |
| Valea Pietrelor            | Valea Coacăzei                              |
| Valea Pietrenilor          |                                             |
| Valea Pietricelei          |                                             |
| Valea Pietricelelor        |                                             |
| Valea Pietroasă            | Topa                                        |
| Valea Pietroasă            | Valea Roșie                                 |
| Valea Pietrosului          |                                             |
| Valea Pinilor              |                                             |
| Valea Pinului              |                                             |
| Valea Piscul Curii         |                                             |
| Valea Pitarului            |                                             |
| Valea Plaiului             | Sadu                                        |
| Valea Plantației           |                                             |
| Valea Pleșei               |                                             |
| Valea Pleșii               | Bârsa                                       |
| Valea Pleșii               | Lisa                                        |
| Valea Plopilor             | Bahlui                                      |
| Valea Plopilor             | Dunărea                                     |
| Valea Plopilor             | Jidovoaia                                   |
| Valea Plopilor             | Șipot                                       |
| Valea Plopului             |                                             |
| Valea Ploscarilor          |                                             |
| Valea Ploștilelor          |                                             |
| Valea Podului              | Mara                                        |
| Valea Podului              | Someșul Mare                                |
| Valea Podurilor            |                                             |
| Valea Poeții               |                                             |
| Valea Poiana Mărului       |                                             |
| Valea Poienei              | Șomuzul Mare                                |
| Valea Poienii              | Drăgan                                      |
| Valea Poienii              | Lăpuș                                       |
| Valea Poienii              | Ponor                                       |
| Valea Poienii              | Râul Târgului                               |
| Valea Poienii              | Valea Cheii                                 |
| Valea Poienii              | Valea Șturului                              |
| Valea Poienii              | Vărbilău                                    |
| Valea Poienilor            | Ieud                                        |
| Valea Poienilor            | Gârla Sirețel                               |
| Valea Poienilor            | Șieu                                        |
| Valea Poieniței            |                                             |
| Valea Pontului             |                                             |
| Valea Popii                | Cosău                                       |
| Valea Popii                | Ghimbav                                     |
| Valea Popii                | Ghimbășel                                   |
| Valea Popii                | Prahova                                     |
| Valea Popii                | Valea Brusturetului                         |
| Valea Popii                | Siriu                                       |
| Valea Popii                | Teleajen                                    |
| Valea Popsinei             |                                             |
| Valea Porcarului           |                                             |
| Valea Porcului             | Cigher                                      |
| Valea Porcului             | Geoagiu                                     |
| Valea Porcului             | Ilba                                        |
| Valea Porcului             | Văleni                                      |
| Valea Pordei               |                                             |
| Valea Porumbelului         |                                             |
| Valea Porumbenilor         |                                             |
| Valea Postăvaru            |                                             |
| Valea Prăvalelor           |                                             |
| Valea Prejbei              |                                             |
| Valea Preotesei            |                                             |
| Valea Priboiului           |                                             |
| Valea Priboilor            |                                             |
| Valea Prindelului          |                                             |
| Valea Priponului           |                                             |
| Valea Prisăcii             | Orăștie                                     |
| Valea Prisăcii             | Valea Șturului                              |
| Valea Puiușului            |                                             |
| Valea Purcărenilor         |                                             |
| Valea Purcăreți            |                                             |
| Valea Pustie               | Cârțibașu Mare                              |
| Valea Pustie               | Maja                                        |
| Valea Putredă              |                                             |
| Valea Racilor              | Arieș                                       |
| Valea Racilor              | Jilț                                        |
| Valea Racilor              | Pănicerul                                   |
| Valea Radului              |                                             |
| Valea Răchitei             |                                             |
| Valea Răchitișului         |                                             |
| Valea Răchițele            |                                             |
| Valea Răchițelii           | Breazova                                    |
| Valea Răchițelii           | Govăjdia                                    |
| Valea Răchițelii           | Strei                                       |
| Valea Râiosului            |                                             |
| Valea Râpelor              |                                             |
| Valea Râpoasă              | Arcuș                                       |
| Valea Râpoasă              | Călata                                      |
| Valea Răpoasă              | Crișul Negru                                |
| Valea Râsului              | Motru                                       |
| Valea Râsului              | Râușorul                                    |
| Valea Râșnoavei            |                                             |
| Valea Rea                  | Bădeni                                      |
| Valea Rea                  | Bălăneasa                                   |
| Valea Rea                  | Bistra Mărului                              |
| Valea Rea                  | Brebu                                       |
| Valea Rea                  | Buda                                        |
| Valea Rea                  | Bulz                                        |
| Valea Rea                  | Crișul Alb                                  |
| Valea Rea                  | Desnățui                                    |
| Valea Rea                  | Galeșu                                      |
| Valea Rea                  | Gilort                                      |
| Valea Rea                  | Grohotișul                                  |
| Valea Rea                  | Iada                                        |
| Valea Rea                  | Jaleș                                       |
| Valea Rea                  | Lechincioara                                |
| Valea Rea                  | Lotrioara                                   |
| Valea Rea                  | Lotru                                       |
| Valea Rea                  | Milcov                                      |
| Valea Rea                  | Miletin                                     |
| Valea Rea                  | Neamț                                       |
| Valea Rea                  | Nera                                        |
| Valea Rea                  | Orăștie                                     |
| Valea Rea                  | Prahova                                     |
| Valea Rea                  | Râul Doamnei                                |
| Valea Rea                  | Sărata                                      |
| Valea Rea                  | Sighiștel                                   |
| Valea Rea                  | Strei                                       |
| Valea Rea                  | Suhurlui                                    |
| Valea Rea                  | Șușița                                      |
| Valea Rea                  | Tazlău                                      |
| Valea Rea                  | Tecucel                                     |
| Valea Rea                  | Tratel                                      |
| Valea Rea                  | Valea Glăjăriei                             |
| Valea Rea                  | Râul Valea Nimăieștilor                     |
| Valea Rea                  | Vasr                                        |
| Valea Rea de Jos           |                                             |
| Valea Rece                 | Bistrița                                    |
| Valea Rece                 | Borșa                                       |
| Valea Rece                 | Cheia                                       |
| Valea Rece                 | Crișul Repede                               |
| Valea Rece                 | Doftana                                     |
| Valea Rece                 | Ponor                                       |
| Valea Rece                 | Topa                                        |
| Valea Rece                 | Trotuș                                      |
| Valea Rece                 | Turcu                                       |
| Valea Rece                 | Valea Cetății                               |
| Valea Rece                 | Valea lui Ivan                              |
| Valea Recii                | Pianu                                       |
| Valea Recii                | Zalău                                       |
| Valea Redea                |                                             |
| Valea Remetii              |                                             |
| Valea Repede               |                                             |
| Valea Repedea              |                                             |
| Valea Roatei               |                                             |
| Valea Rogojinii            |                                             |
| Valea Romană               |                                             |
| Valea Românilor            |                                             |
| Valea Rorii                | Albac                                       |
| Valea Rorii                | Bazna                                       |
| Valea Roșie                | Azuga                                       |
| Valea Roșie                | Băița                                       |
| Valea Roșie                | Corbeasca                                   |
| Valea Roșie                | Crișul Negru                                |
| Valea Roșie                | Firiza                                      |
| Valea Roșie                | Geoagiu                                     |
| Valea Roșie                | Olt                                         |
| Valea Roșie                | Runcu                                       |
| Valea Roșie                | Usturoiu                                    |
| Valea Roșiei               |                                             |
| Valea Roșilor              |                                             |
| Valea Roții                |                                             |
| Valea Rudarilor            |                                             |
| Valea Rugii                |                                             |
| Valea Rugului              |                                             |
| Valea Rumâneștilor         |                                             |
| Valea Runcului             | Bârsa Tămașului                             |
| Valea Runcului             | Dâmbovița                                   |
| Valea Runcului             | Valea Mare                                  |
| Valea Rusului              |                                             |
| Valea Salciei              |                                             |
| Valea Sasului              | Crișul Repede                               |
| Valea Sasului              | Lotrioara                                   |
| Valea Sasului              | Mureș                                       |
| Valea Sasului              | Șimon                                       |
| Valea Satului              | Argeș                                       |
| Valea Satului              | Bistra                                      |
| Valea Satului              | Buceș                                       |
| Valea Satului              | Burla                                       |
| Valea Satului              | Cerna                                       |
| Valea Satului              | Crișul Repede                               |
| Valea Satului              | Dâmbovița                                   |
| Valea Satului              | Calva                                       |
| Valea Satului              | Dunărea (Județul Mehedinți)                 |
| Valea Satului              | Lotru (Zona Brezoi).                        |
| Valea Satului              | Lotru (Zona Mălaia).                        |
| Valea Satului              | Olt (Zona Câineni).                         |
| Valea Satului              | Olt (Zona Jiblea Veche).                    |
| Valea Satului              | Tău                                         |
| Valea Satului              | Suhurlui                                    |
| Valea Satului              | Talna                                       |
| Valea Satului              | Topolog                                     |
| Valea Saulei               |                                             |
| Valea Săbii                |                                             |
| Valea Sălașelor            |                                             |
| Valea Sălcii               |                                             |
| Valea Sălciilor            |                                             |
| Valea Săpunului            |                                             |
| Valea Sărată               | Arieș                                       |
| Valea Sărată               | Dragomirna                                  |
| Valea Sărată               | Gârcinul Mic                                |
| Valea Sărată               | Otăsău                                      |
| Valea Sărată               | Șieu                                        |
| Valea Sârbului             | Iarăș                                       |
| Valea Sârbului             | Pogăniș                                     |
| Valea Săriturii            |                                             |
| Valea Săturanului          |                                             |
| Valea Scaunelor            |                                             |
| Valea Scheauții            |                                             |
| Valea Scorușilor           |                                             |
| Valea Scrăzii              |                                             |
| Valea Screzii              |                                             |
| Valea Scurtă               | Crișul Repede                               |
| Valea Scurtă               | Olt                                         |
| Valea Scurtă               | Valea Plopilor                              |
| Valea Seacă                | Anieș                                       |
| Valea Seacă                | Bărbat                                      |
| Valea Seacă                | Bârlad                                      |
| Valea Seacă                | Blidul                                      |
| Valea Seacă                | Casimcea                                    |
| Valea Seacă                | Cașin                                       |
| Valea Seacă                | Corozel                                     |
| Valea Seacă                | Crișul Negru                                |
| Valea Seacă                | Canalul Dunăre-Marea Neagră - Ramura Agigea |
| Valea Seacă                | Dâmbovița                                   |
| Valea Seacă                | Dezna                                       |
| Valea Seacă                | Doftana                                     |
| Valea Seacă                | Galbena                                     |
| Valea Seacă                | Gârcin                                      |
| Valea Seacă                | Lanca Birda                                 |
| Valea Seacă                | Lotru                                       |
| Valea Seacă                | Moldova                                     |
| Valea Seacă                | Olt (Zona Rotbav)                           |
| Valea Seacă                | Olt (Zona Sfântu Gheorghe)                  |
| Valea Seacă                | Pârâul Mic                                  |
| Valea Seacă                | Păușa                                       |
| Valea Seacă                | Perișani                                    |
| Valea Seacă                | Prahova (zona Azuga)                        |
| Valea Seacă                | Prahova, (zona Bușteni)                     |
| Valea Seacă                | Secaș                                       |
| Valea Seacă                | Siret                                       |
| Valea Seacă                | Someșul Cald                                |
| Valea Seacă                | Strei                                       |
| Valea Seacă                | Suha                                        |
| Valea Seacă                | Suseni                                      |
| Valea Seacă                | Șcheiu                                      |
| Valea Seacă                | Tărâia                                      |
| Valea Seacă                | Telcișor                                    |
| Valea Seacă                | Topolița                                    |
| Valea Seacă                | Valea Cerbului                              |
| Valea Seacă                | Valea cu Apă                                |
| Valea Seacă                | Valea de Pești                              |
| Valea Seacă                | Valea Neagră                                |
| Valea Seacă                | Valea Podului                               |
| Valea Seacă                | Valea Poienii                               |
| Valea Seacă                | Vărbilău                                    |
| Valea Seacă a Baiului      |                                             |
| Valea Seacă a Caraimanului |                                             |
| Valea Seacă a Jepilor      |                                             |
| Valea Seacă dintre Clăi    |                                             |
| Valea Seacă a Pietrelor    |                                             |
| Valea Secărei              |                                             |
| Valea Secii                |                                             |
| Valea Seciului             |                                             |
| Valea Semnelor             |                                             |
| Valea Sfântului Ion        |                                             |
| Valea Slabă                |                                             |
| Valea Slipului             | Cavnic                                      |
| Valea Slipului             | Săsar                                       |
| Valea Smeului              |                                             |
| Valea Soarelui             |                                             |
| Valea Socilor              | Runcu                                       |
| Valea Socilor              | Șușița                                      |
| Valea Socilor              | Vasilatu                                    |
| Valea Speriatei            |                                             |
| Valea Spinării             |                                             |
| Valea Spinelui             |                                             |
| Valea Spinului             |                                             |
| Valea Sprânii              |                                             |
| Valea Stanciului           | Dâmbovița                                   |
| Valea Stanciului           | Săcuieu                                     |
| Valea Stâlpului            |                                             |
| Valea Stânca               |                                             |
| Valea Stâncoasă            |                                             |
| Valea Stânei               | Bistrița                                    |
| Valea Stânei               | Izvorul Dorului                             |
| Valea Stânei               | Jidanul                                     |
| Valea Stânei               | Moieciul Rece                               |
| Valea Stânei               | Pecineaga                                   |
| Valea Stânei               | Pita                                        |
| Valea Stânei               | Prahova                                     |
| Valea Stânei               | Sebeș                                       |
| Valea Stânei               | Teleajen                                    |
| Valea Stânei               | Valea Fiașului                              |
| Valea Stânei               | Valea Neagră                                |
| Valea Stânișoarei          |                                             |
| Valea Stearpă              |                                             |
| Valea Stegii               |                                             |
| Valea Stejarului           | Ceița                                       |
| Valea Stejarului           | Firiza                                      |
| Valea Stejarului           | Iza                                         |
| Valea Sterinoasă           |                                             |
| Valea Sterminoasă          |                                             |
| Valea Sticlăriei           |                                             |
| Valea Stogului             |                                             |
| Valea Strădinoasei         |                                             |
| Valea Străjii              |                                             |
| Valea Strâmbă              | Cheia                                       |
| Valea Strâmbă              | Dezna                                       |
| Valea Strâmbă              | Olt                                         |
| Valea Strâmbă              | Mureș                                       |
| Valea Strâmbă              | Valea Coacăzei                              |
| Valea Strâmbelor           |                                             |
| Valea Strâmtorilor         |                                             |
| Valea Strungilor           |                                             |
| Valea Stupului             |                                             |
| Valea Sucheniței           |                                             |
| Valea Sunătoarelor         |                                             |
| Valea Sunătorilor          |                                             |
| Valea Surpăturii           |                                             |
| Valea Surpeții             |                                             |
| Valea Șarpelui             |                                             |
| Valea Șaului               |                                             |
| Valea Șchiopului           |                                             |
| Valea Șerbări              |                                             |
| Valea Șerpilor             | Aleu                                        |
| Valea Șerpilor             | Jiul de Vest                                |
| Valea Șesii                | Arieș                                       |
| Valea Șesii                | Valea Iazului                               |
| Valea Șesului              |                                             |
| Valea Șicanelor            |                                             |
| Valea Șindilei             |                                             |
| Valea Șindrilelor          |                                             |
| Valea Șlipului             |                                             |

| Numele râului              | Emisar                  |
| Valea Șoimului             | Iara                    |
| Valea Șoimului             | Crișul Repede           |
| Valea Șoimului             | Valea Cheii             |
| Valea Șoșii                |                         |
| Valea Ștefii               |                         |
| Valea Șteioarei            |                         |
| Valea Șteitorilor          |                         |
| Valea Șturului             |                         |
| Valea Șugărilor            |                         |
| Valea Șuiorului            |                         |
| Valea Tatălui              |                         |
| Valea Tâclului             |                         |
| Valea Tăieturii            |                         |
| Valea Tâlharului           | Crăciunu                |
| Valea Tâlharului           | Mara                    |
| Valea Tămașului            |                         |
| Valea Tâmpei               |                         |
| Valea Tânără               |                         |
| Valea Tătarilor            |                         |
| Valea Tătarului            |                         |
| Valea Tăului               | Crasna                  |
| Valea Tăului               | Gersa                   |
| Valea Tei                  |                         |
| Valea Teilor               |                         |
| Valea Teiului              | Albac                   |
| Valea Teiului              | Drincea                 |
| Valea Tigăi                |                         |
| Valea Tiliilor             |                         |
| Valea Tisei                |                         |
| Valea Toancei              |                         |
| Valea Tocastrului          |                         |
| Valea Trăsnetului          |                         |
| Valea Trăznită             |                         |
| Valea Trecătoarea          |                         |
| Valea Trestiei             |                         |
| Valea Trei Crai            |                         |
| Valea Tulbure              | Chiuzbaia               |
| Valea Tulbure              | Săsar                   |
| Valea Turcilor             |                         |
| Valea Turcului             | Azuga                   |
| Valea Turcului             | Bârsa Groșetului        |
| Valea Țarinii              |                         |
| Valea Țapului              |                         |
| Valea Țânțărenilor         |                         |
| Valea Țiganilor            |                         |
| Valea Țiganului            | Băița                   |
| Valea Țiganului            | Holod                   |
| Valea Țiganului            | Valea Seacă             |
| Valea Țigănești            |                         |
| Valea Uliului              |                         |
| Valea Ulmului              |                         |
| Valea Ulucilor             |                         |
| Valea Ungurului            |                         |
| Valea Urdei                |                         |
| Valea Urlătoarea           |                         |
| Valea Ursească             |                         |
| Valea Ursoaiei             |                         |
| Valea Ursului              | Anieșul Mic             |
| Valea Ursului              | Bârsa Groșetului        |
| Valea Ursului              | Bârsa lui Bucur         |
| Valea Ursului              | Cerna (Zona Hășdău)     |
| Valea Ursului              | Cerna (Zona Sântandrei) |
| Valea Ursului              | Ciurgău                 |
| Valea Ursului              | Finiș                   |
| Valea Ursului              | Gârcin                  |
| Valea Ursului              | Homorod                 |
| Valea Ursului              | Lăpuș                   |
| Valea Ursului              | Lotrioara               |
| Valea Ursului              | Novăț                   |
| Valea Ursului              | Păscoaia                |
| Valea Ursului              | Râul Târgului           |
| Valea Ursului              | Rebra                   |
| Valea Ursului              | Valea Calului           |
| Valea Ursului              | Valea Muierii           |
| Valea Urșilor              | Bârsa                   |
| Valea Urșilor              | Negrașu                 |
| Valea Urșilor              | Pârâul Argintului       |
| Valea Urzicarilor          |                         |
| Valea Urzicii              | Valea Cerbului          |
| Valea Urzicii              | Valea lui Ivan          |
| Valea Uscată               |                         |
| Valea Utii                 |                         |
| Valea Uzei                 |                         |
| Valea Vacii                |                         |
| Valea Vadului              | Marea Neagră            |
| Valea Vadului              | Ocolișel                |
| Valea Vagonului            |                         |
| Valea Valezărului          |                         |
| Valea Varnițelor           |                         |
| Valea Varului              |                         |
| Valea Văcăriei             |                         |
| Valea Văcăriții            |                         |
| Valea Văleni               |                         |
| Valea Vălinelor            |                         |
| Valea Vălcii               |                         |
| Valea Vălgului             |                         |
| Valea Vâjei                |                         |
| Valea Vârjoghii            |                         |
| Valea Veche                |                         |
| Valea Verde                | Strei                   |
| Valea Verde                | Tărâia                  |
| Valea Vidrișca             |                         |
| Valea Viei                 | Glavacioc               |
| Valea Viei                 | Vedea                   |
| Valea Viezurilor           |                         |
| Valea Viilor               |                         |
| Valea Vijanului            |                         |
| Valea Vinții               |                         |
| Valea Vinului              | Bistricioara            |
| Valea Vinului              | Cormaia                 |
| Valea Vinului              | Rebra                   |
| Valea Vinului              | Taița                   |
| Valea Vinului              | Someș                   |
| Valea Vinului              | Vișeu                   |
| Valea Vițeilor             |                         |
| Valea Vizuinii             |                         |
| Valea Vladului             |                         |
| Valea Vlădoiu              |                         |
| Valea Vlazilor             |                         |
| Valea Voenilor             |                         |
| Valea Voinii               |                         |
| Valea Vulpii               |                         |
| Valea Vopselelor           |                         |
| Valea Zadelor              |                         |
| Valea Zânelor              |                         |
| Valea Zambilei             |                         |
| Valea Zanvelei             |                         |
| Valea Zăpozilor            |                         |
| Valerița                   |                         |
| Vama Mare                  |                         |
| Vama Mică                  |                         |
| Vaman                      |                         |
| Vameș                      |                         |
| Vancea                     |                         |
| Vancea de Jos              |                         |
| Vancea de Sus              |                         |
| Vanga Mare                 |                         |
| Vanga Mică                 |                         |
| Var                        | Olt                     |
| Var                        | Târnava Mare            |
| Varad                      |                         |
| Varasău                    |                         |
| Varing                     |                         |
| Varieș                     |                         |
| Varlaam                    |                         |
| Varna Mare                 |                         |
| Varna Mică                 |                         |
| Varnița                    | Lozna                   |
| Varnița                    | Miletin                 |
| Varnița                    | Șimon                   |
| Varnița                    | Șușița                  |
| Varnițele                  |                         |
| Varu                       |                         |
| Varul                      |                         |
| Varvizel                   |                         |
| Vasău                      |                         |
| Vaser                      |                         |
| Vasielu                    |                         |
| Vasilatu                   |                         |
| Vaslui                     | Bârlad                  |
| Vaslui                     | Oltișor                 |
| Vasluieț                   |                         |
| Vașar                      |                         |
| Vața                       |                         |
| Văcarea                    |                         |
| Văcăria                    | Brătei                  |
| Văcăria                    | Buhalnița               |
| Văcăria                    | Pilugul                 |
| Văcăria                    | Putna                   |
| Vădana                     |                         |
| Vădastra                   |                         |
| Vădurele                   |                         |
| Vădureți                   |                         |
| Văduțul                    |                         |
| Văereni                    |                         |
| Văgăuna Neagră             |                         |
| Văița                      |                         |
| Vâja                       |                         |
| Vâjoaia                    |                         |
| Vălășeasa                  |                         |
| Vălăul Coziei              |                         |
| Vâlcea                     |                         |
| Vâlceaua                   |                         |
| Vâlceaua Găinii            |                         |
| Vălceaua Pietrei           |                         |
| Vâlceaua Vlădișor          |                         |
| Vâlcele                    | Araci                   |
| Vâlcele                    | Trotuș                  |
| Vâlcelul Clinului          |                         |
| Vâlcelul Cocora            |                         |
| Vâlcelul Dihamului         |                         |
| Vâlcelul Îndrăcit          |                         |
| Vâlcelul Înflorit          |                         |
| Vâlcelul Lucăcilă          |                         |
| Vâlcelul Podului           |                         |
| Vâlcelul Secării           |                         |
| Vâlcelul Sugarilor         |                         |
| Vâlcelul Poiana Izvoarelor |                         |
| Vâlcelul Vârful cu Dor     |                         |
| Vâlcioara                  |                         |
| Vâlcoi                     |                         |
| Vâlcu                      |                         |
| Văleanca                   |                         |
| Văleni                     | Arieș                   |
| Văleni                     | Câlneș                  |
| Văleni                     | Homorod                 |
| Văleni                     | Iza                     |
| Văleni                     | Mureș                   |
| Văleni                     | Niraj                   |
| Vălereasca                 |                         |
| Varvata                    | Soloneț                 |
| Vălioara                   |                         |
| Vălișoara                  | Crișul Alb              |
| Vălișoara                  | Căian                   |
| Vălișoara                  | Mureș                   |
| Vălișoara                  | Timiș                   |
| Vălișorul                  |                         |
| Văliug                     |                         |
| Vălosu                     |                         |
| Vâlsan                     | Argeș                   |
| Vâlsan                     | Șucu                    |
| Vâlta                      |                         |
| Vâltori                    |                         |
| Vămășoaia                  |                         |
| Vâna                       |                         |
| Vâna Ciurei                |                         |
| Vâna Mare                  | Cernat                  |
| Vâna Mare                  | Lanca Birda             |
| Vâna Mare                  | Timiș                   |
| Vâna Mălâei                |                         |
| Vâna Mică                  |                         |
| Vâna Ohaba                 |                         |
| Vâna Roșie                 |                         |
| Vâna Secănească            |                         |
| Vâna Șerbenilor            |                         |
| Vânăta                     |                         |
| Vânătoru                   |                         |
| Vânătorul Mare             |                         |
| Vânătorul Mic              |                         |
| Vânturătoarea              |                         |
| Văraștina                  | Botizu                  |
| Văraștina                  | Valea Vinului           |
| Văratec                    | Netezi                  |
| Văratec                    | Strei                   |
| Văratecu                   |                         |
| Văratica                   |                         |
| Vărbila                    |                         |
| Vărbilău                   |                         |
| Vârciorog                  | Arieșul Mare            |
| Vârciorog                  | Peștiș                  |
| Vârciorova                 | Bistra                  |
| Vârciorova                 | Bolvașnița              |
| Vârfuraș                   |                         |
| Vârfurașu                  |                         |
| Vârgău                     |                         |
| Vârghiș                    | Cormoș                  |
| Vârghiș                    | Olt                     |
| Vârlan                     | Ruja                    |
| Vârlanu                    |                         |
| Vărmaga                    |                         |
| Vârnava                    |                         |
| Vărsăturile                |                         |
| Vărșag                     |                         |
| Vârșioru                   |                         |
| Vârtej                     |                         |
| Vârtejul                   |                         |
| Vârtop                     | Baboia                  |
| Vârtop                     | Peșteana                |
| Vârtopu                    |                         |
| Văruțu                     |                         |
| Vărzari                    |                         |
| Văsălatu                   |                         |
| Văsluieț                   |                         |
| Văsui                      |                         |
| Vătafu                     |                         |
| Vătavu                     |                         |
| Vătălețu                   |                         |
| Vătășnița                  | Pârâul Țigăncilor       |
| Vătăvoaia                  |                         |
| Vedea                      |                         |
| Vederoasa                  |                         |
| Vedița                     |                         |
| Veja                       |                         |
| Veleșchia                  | Belcina                 |
| Veleșchia                  | Bicaz                   |
| Velicanul                  |                         |
| Veljul                     | Barcău                  |
| Veljul                     | Chișer                  |
| Veljul Gurbediului         |                         |
| Veljul Mare                |                         |
| Veljul Mic                 |                         |
| Veljul Negreștilor         |                         |
| Veljul Pusta               |                         |
| Veljul Pustei              |                         |
| Velna                      |                         |
| Velnița                    |                         |
| Vena Mare                  |                         |
| Venecioara                 |                         |
| Veneția                    |                         |
| Venețioara                 |                         |
| Vențel                     |                         |
| Verașu                     |                         |
| Verdea                     | Săraz                   |
| Verdea                     | Șușița                  |
| Verdele                    | Bălosu                  |
| Verdele                    | Câlneș                  |
| Verdele                    | Șoimu                   |
| Verehia                    |                         |
| Verendin                   |                         |
| Vereșcheu                  |                         |
| Verna                      |                         |
| Verșteag                   |                         |
| Veseud                     |                         |
| Veszes                     |                         |
| Vete                       |                         |
| Vetijgat                   |                         |
| Veța                       |                         |
| Vețca                      |                         |
| Vețel                      |                         |
| Veza                       |                         |
| Vezendiu                   |                         |
| Vezieș                     |                         |
| Vezuriște                  |                         |
| Vica                       |                         |
| Vicinic                    |                         |
| Vicleanul Mare             |                         |
| Vicov                      | Remezeu                 |
| Vida                       |                         |
| Vidăcut                    |                         |
| Videști                    |                         |
| Vidolm                     |                         |
| Vidra                      | Firiza                  |
| Vidra                      | Lotru                   |
| Vidra                      | Putna                   |
| Vidrișoara                 |                         |
| Vidruța                    |                         |
| Viduța                     |                         |
| Viemeșu                    |                         |
| Vier                       |                         |
| Viezurata                  |                         |
| Viezuroiu                  |                         |
| Viforâta                   | Milea                   |
| Viforâta                   | Motnău                  |
| Viile                      |                         |
| Viișoara                   |                         |
| Vijiștea                   |                         |
| Vilișoanca                 |                         |
| Vinești                    |                         |
| Vinețișu                   |                         |
| Vinișorul                  |                         |
| Vinț                       |                         |
| Vinul                      |                         |
| Vinul Mare                 |                         |
| Vinul Mic                  |                         |
| Viroaga                    |                         |
| Visa                       |                         |
| Vișa                       |                         |
| Vișag                      | Drăgan                  |
| Vișag                      | Săcuieu                 |
| Vișag                      | Șoimu                   |
| Vișeu                      |                         |
| Vișeuț                     |                         |
| Viștea                     |                         |
| Viștea Mare                |                         |
| Viștișoara                 |                         |
| Viteazu                    |                         |
| Vițău                      | Putna                   |
| Vițelul                    |                         |
| Vizăuți                    |                         |
| Vizieș                     |                         |
| Vizma                      |                         |
| Vizontea                   |                         |
| Vizuina                    |                         |
| Vizunoaia                  |                         |
| Vlad                       |                         |
| Vladimir                   |                         |
| Vladimiru                  |                         |
| Vlașca                     |                         |
| Vlavu                      |                         |
| Vlădeasa                   |                         |
| Vlădeni                    |                         |
| Vlădeț                     |                         |
| Vlădețul Mijlociu          |                         |
| Vlădețul Mic               |                         |
| Vlădiceni                  |                         |
| Vlădila                    |                         |
| Vlădușca                   | Bârsa Tămașului         |
| Vlădușca                   | Râul Mare               |
| Vlăsia                     | Ialomița                |
| Vlăsia                     | Rădoteasa               |
| Vlăsia Mare                |                         |
| Vlăsia Mică                |                         |
| Vlășinescu                 |                         |
| Voar                       |                         |
| Vodnic                     |                         |
| Vodița                     |                         |
| Voica                      |                         |
| Voievodeasa                | Sucevița                |
| Voievodeasa                | Toplița                 |
| Voievodu                   |                         |
| Voineasa Mare              |                         |
| Voineasa Mică              |                         |
| Voineagu                   |                         |
| Voinegel                   | Rânjeu                  |
| Voinegel                   | Sterpu                  |
| Voineșița                  |                         |
| Voinești                   | Bahlui                  |
| Voinești                   | Tutova                  |
| Voinicești                 |                         |
| Voislava                   |                         |
| Voiteg                     |                         |
| Voitinel                   | Suceava                 |
| Voivodeni                  | Dragu                   |
| Voivodeni                  | Ialomița                |
| Volădanu                   |                         |
| Volovăț                    | Prut                    |
| Volovăț                    | Sucevița                |
| Vonț                       |                         |
| Vornic                     |                         |
| Vornicu                    |                         |
| Vorniceasa                 |                         |
| Vorona                     |                         |
| Voroneț                    |                         |
| Vorova                     |                         |
| Vorovești                  |                         |
| Vorumloc                   |                         |
| Voșlăbeni                  |                         |
| Vranița                    | Bâlta                   |
| Vranița                    | Cusuiuș                 |
| Vranița                    | Râul Mare               |
| Vraniu                     |                         |
| Vruseasca                  |                         |
| Vucova                     |                         |
| Vulcan                     | Moldovița               |
| Vulcana                    |                         |
| Vulcănescu                 |                         |
| Vulcănița                  | Holbav                  |
| Vulcănița                  | Homorod                 |
| Vulcănița                  | Vulcana                 |
| Vulcez                     |                         |
| Vulpășești                 | [[Râul Siret\|Siret]    |
| Vulpea                     |                         |
| Vulpoiul                   |                         |
| Vultur                     |                         |
| Vulturu                    | Gârda Seacă             |
| Vulturu                    | Motnău                  |
| Vulturul                   |                         |
| Vurpăr                     |                         |
| Vutcani                    |                         |